# Valea Mică (gmina Cleja)
Valea Mică – wieś w Rumunii, w okręgu Bacău, w gminie Cleja. W 2011 roku liczyła 720 mieszkańców.